# Josh Griffiths
Josh Griffiths (né le 5 septembre 2001 à Hereford) est un footballeur britannique qui évolue au poste de gardien de but avec les Bristol Rovers.

## Biographie

### En club
Formé à West Bromwich Albion, il signe son premier contrat professionnel le 13 août 2020. Il est ensuite prêté à Cheltenham Town, Lincoln City, et Portsmouth. 
La saison 2022-2023, il s'impose à WBA, faisant ses débuts le 15 février 2023 contre les Blackburn Rovers.

### En sélection
Le 28 mars 2023, il fait les débuts pour l'Angleterre espoirs, lors d'un match amical contre la Croatie.

## Palmarès

### En club
- Cheltenham Town
  - Champion de League Two (quatrième division) en 2021.

### En sélection nationale
- Angleterre espoirs
  - Vainqueur du Championnat d'Europe en 2023.